# Alwin von Puttkamer
Johann Georg Karl Leopold Alwin Freiherr von Puttkamer (* 11. Oktober 1811 in Jassen; † 16. Dezember 1885 in Koblenz) war ein preußischer Generalmajor.

## Leben

### Herkunft und Familie
Alwin war Angehöriger der pommerschen Freiherren von Puttkamer aus dem Hause Wollin. Seine Eltern waren der Erbherr auf Jassen und Chosnitz Wilhelm von Puttkamer (1782–1849) und Johanna, geborene von Zitzewitz (1784–1859). Seine Brüder Konstantin von Puttkamer (1807–1899) und Heinrich von Puttkamer (1818–1886) wurden ebenfalls preußische Generale.
Er vermählte sich am 27. Juli 1843 in Luxemburg mit Julie d'Olimart (1818–1898). Aus der Ehe sind hervorgegangen:
- Marie (* 24. April 1844)[1]
- Adolf Georg Karl (* 26. November 1847)[1], preußischer Major

⚭ 1882 Gräfin Irene von Ingelheim gen. Echterin von und zu Mespelbrunn (* 7. September 1856; † 3. Juni 1888)
⚭ 1890 Gräfin Eugenie Marie Viktorine Fanny de Borchgrave d’Altena (* 27. Mai 1861)

### Werdegang
Puttkamer begann seine Laufbahn in der preußischen Armee 1823 als Kadett in Kulm, ging 1826 als Kadett nach Berlin und avancierte 1830 zum Portepeefähnrich im 39. Infanterie-Regiment. 1831 stieg er zum Sekondeleutnant auf und wurde 1836 zum Lehr-Infanterie-Bataillon kommandiert. Er wurde 1841 Bataillonsadjutant und erhielt 1845 seine Beförderung zum Premierleutnant. Im Jahr 1848 wurde er noch Regimentsadjutant, bevor er 1849 zum Hauptmann und Kompaniechef avancierte. Mit seiner Beförderung zum Major 1858 wurde er auch Kommandeur des III. Bataillons im 25. Landwehr-Regiment in Malmedy. 1860 wurde er als Bataillonsführer zum 25. kombinierten Infanterie-Regiment kommandiert und erhielt noch im selben Jahr die Stellung als Kommandeur des Füsilier-Bataillons im 5. Rheinischen Infanterie-Regiment Nr. 65. Er steig 1861 zum Oberstleutnant auf, wurde 1865 Brigadier der 8. Gendarmerie-Brigade und erhielt im selben Jahr den Charakter zum Oberst. Bei der Mobilmachung 1866 war er Kommandeur des Landwehr-Regiments Nr. 16 und erhielt im selben Jahr das Patent zu seinem Dienstgrad. Nach Teilnahme am Deutschen Krieg kehrte er noch 1866 in seine Friedensstellung als Brigadier der 8. Gendarmerie-Brigade zurück. Er wurde 1867 dem Offizierskorps der Landgendarmerie aggregiert und mit dem Kommando der Landwehr-Gendarmerie im Bereich des XI. Armee-Korps beauftragt. Nachdem er noch 1868 Brigadier der 11. Gendarmerie-Brigade wurde, hat er 1869 seinen Abschied mit dem Charakter als Generalmajor und Pension erhalten. Während des mobilen Verhältnisses anlässlich des Krieges gegen Frankreich wurde er 1870 zur Disposition gestellt und zum Etappeninspekteur beim VIII. Armee-Korps ernannt. 1871 kehrte er in sein inaktives Verhältnis zurück.
Puttkamer war Ehrenritter des Johanniterordens.